# Quyết chiến! Câu lạc bộ bắn cung
Quyết chiến! Câu lạc bộ bắn cung (tiếng Hàn: 매칭! 소년양궁부; Romaja: Maeching! Sonyeon Yanggungbu, tiếng Anh: Matching! Boys Archery Club) là một bộ phim truyền hình tình cảm, hài hước với các diễn viên chính: Kim Ji Yeon, Baek Chul Min, Seo Ji Hoon, Kim Chang Hwan, Cha Ji Hoon, Yong Woo và Jo Jae Yoon. Bộ phim được phát sóng trên Naver TV Cast từ ngày 4 đến 28 tháng 8 năm 2016 lúc 22:00 giờ KST.

## Nội dung
Hong Si Ah là một người sáng tác truyện tranh cho webtoon. Trong lúc chán nản khi không được chấp nhận phát hành bộ truyện tranh mới thì cô vô tình phát hiện ra câu lạc bộ bắn cung, X-ten. Tại đây cô phát hiện ra Joo Seung Joon có tình cảm với Yoo Ji Wan và viết nên câu truyện giữa 2 chàng trai. Sau nhiều bất trắc cô đã thành công với bộ truyện này.

## Diễn viên
- Kim Ji Yeon vai Hong Si Ah
- Baek Chul Min vai Joo Seung Jun
- Seo Ji Hoon vai Yoo Ji Wan
- Kim Chang Hwan vai Cha Min
- Cha Ji Hoon vai Ahn Kyung Nam
- Yong Woo vai Jung Gook Dae
- Jo Jae Yoon vai huấn luyện viên